# Who You Are (албум)
Who You Are (на български: Кой си ти) е дебютният албум на британската певица Джеси Джей, издаден през февруари 2011 г. Включва в себе си 13 музикални изпълнения, седем от които са хитовите сингли „Do It Like a Dude“, „Price Tag“, „Nobody's Perfect“, „Who's Laughing Now“ и „Who You Are“.

## Списък с песните

### Оригинален траклист
1. Price Tag (с B.o.B) – 3:43
2. Nobody's Perfect – 4:19
3. Abracadabra – 3:50
4. Big White Room (на живо) – 5:30
5. Casualty of Love – 3:54
6. Rainbow – 3:05
7. Who's Laughing Now – 3:54
8. Do It Like a Dude – 3:15
9. Mamma Knows Best – 3:15
10. L.O.V.E. – 3:52
11. Stand Up – 3:27
12. I Need This – 4:20
13. Who You Are – 3:50

### Американско iTunes издание
1. Domino – 3:51
2. Who You Are (на живо, акустична версия) – 5:19

### Японско издание
1. Price Tag (акустична версия) – 3:18
2. Do It Like a Dude (акустична версия) – 4:18

### Платинено издание
1. Domino – 3:51
2. My Shadow – 3:29
3. Laserlight (с Давид Гета) – 3:31

### Японско платинено издание
1. Domino (Myon and Shane 54 радио редактиран remix) – 3:55
2. Price Tag (акустична версия) – 3:18

### Британско iTunes делукс издание
1. Who You Are (на живо, акустична версия) – 5:19
2. Do It Like a Dude (акустична версия) – 4:18
3. Price Tag (акустична версия) – 3:18
4. Do It Like a Dude (видеоклип) – 3:28
5. Price Tag (с B.o.B) (видеоклип) – 4:14
6. Nobody's Perfect (видеоклип) – 4:14
7. Who's Laughing Now (видеоклип) – 4:07
8. Who You Are (видеоклип) – 3:58

### DVD издание
1. Do It Like a Dude (на живо от Shepherds Bush Empire)
2. Stand Up (на живо от Shepherds Bush Empire)
3. Price Tag (на живо от Shepherds Bush Empire)
4. Nobody's Perfect (на живо от Shepherds Bush Empire)
5. Who You Are (на живо от Shepherds Bush Empire)
6. L.O.V.E. (на живо от Shepherds Bush Empire)
7. Price Tag (с B.o.B) (видеоклип) – 4:06
8. Do It Like a Dude (видеоклип) – 3:20
9. Who's Laughing Now (видеоклип) – 4:00
10. Nobody's Perfect (видеоклип) – 4:11
11. Who You Are (видеоклип) – 3:51
12. Интервю

### iTunes видео издание
1. Do It Like a Dude (видеоклип) – 3:51
2. Price Tag (с B.o.B) (видеоклип) – 3:29
3. Nobody's Perfect (видеоклип) – 3:29
4. Who's Laughing Now (видеоклип) – 5:19
5. Who You Are (видеоклип) – 4:18
6. Domino (видеоклип) – 3:18
7. Laserlight (видеоклип)